# Chung Hong-won

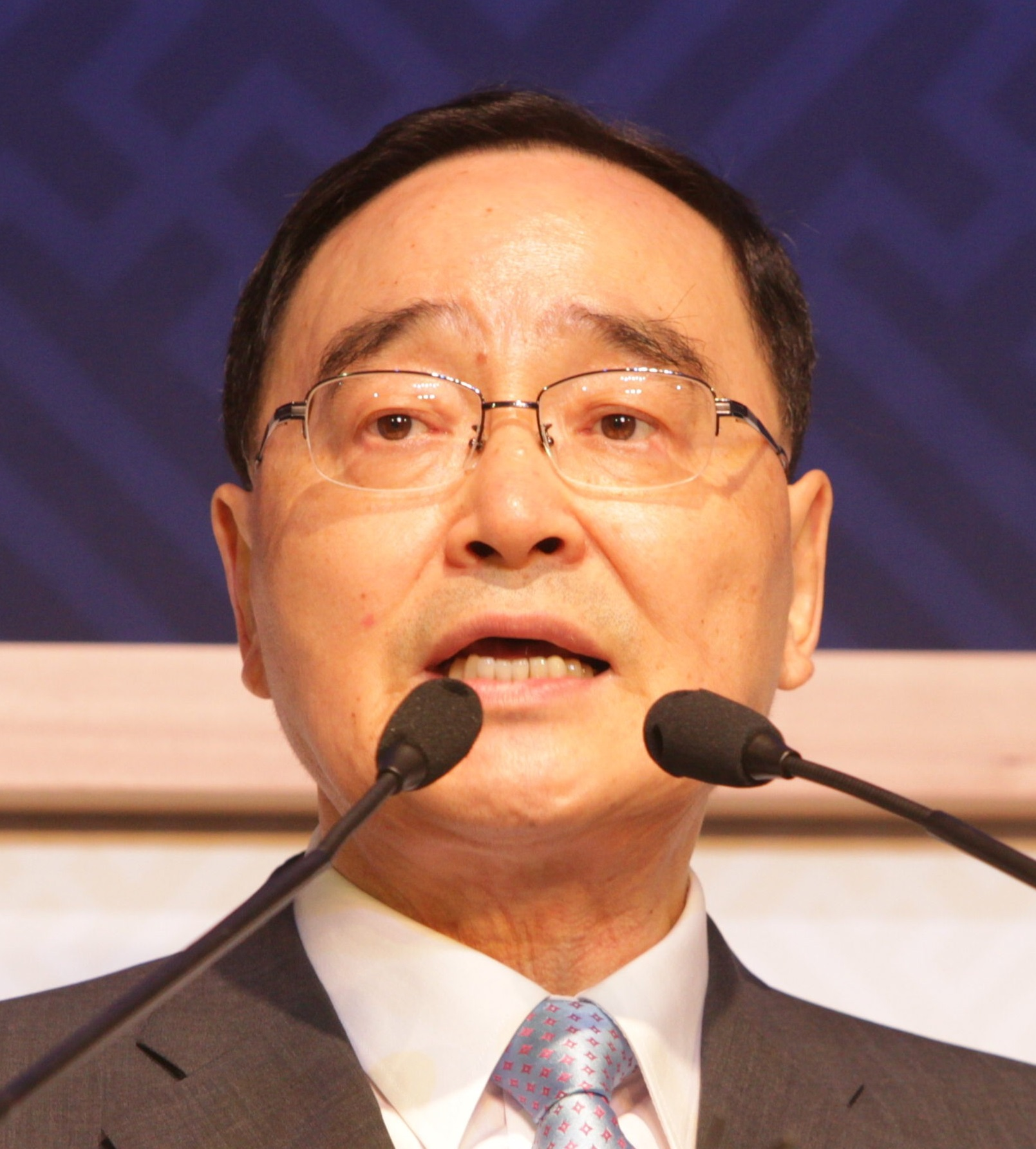
Jung Hong-won

Jung Hong-won (idioma coreano: 정홍원) es un político y fiscal surcoreano. Entre el 26 de febrero de 2013 y el 16 de febrero de 2015 fue el primer ministro de Corea del Sur. Tras la lenta respuesta gubernamental por el naufragio del Sewol, anunció su renuncia el 27 de abril de 2014 tomando la responsabilidad del asunto; sin embargo, tras problemas en la búsqueda de un sustituto, la presidenta Park Geun-hye decidió mantenerlo en el cargo.